# Les Lecter Smith

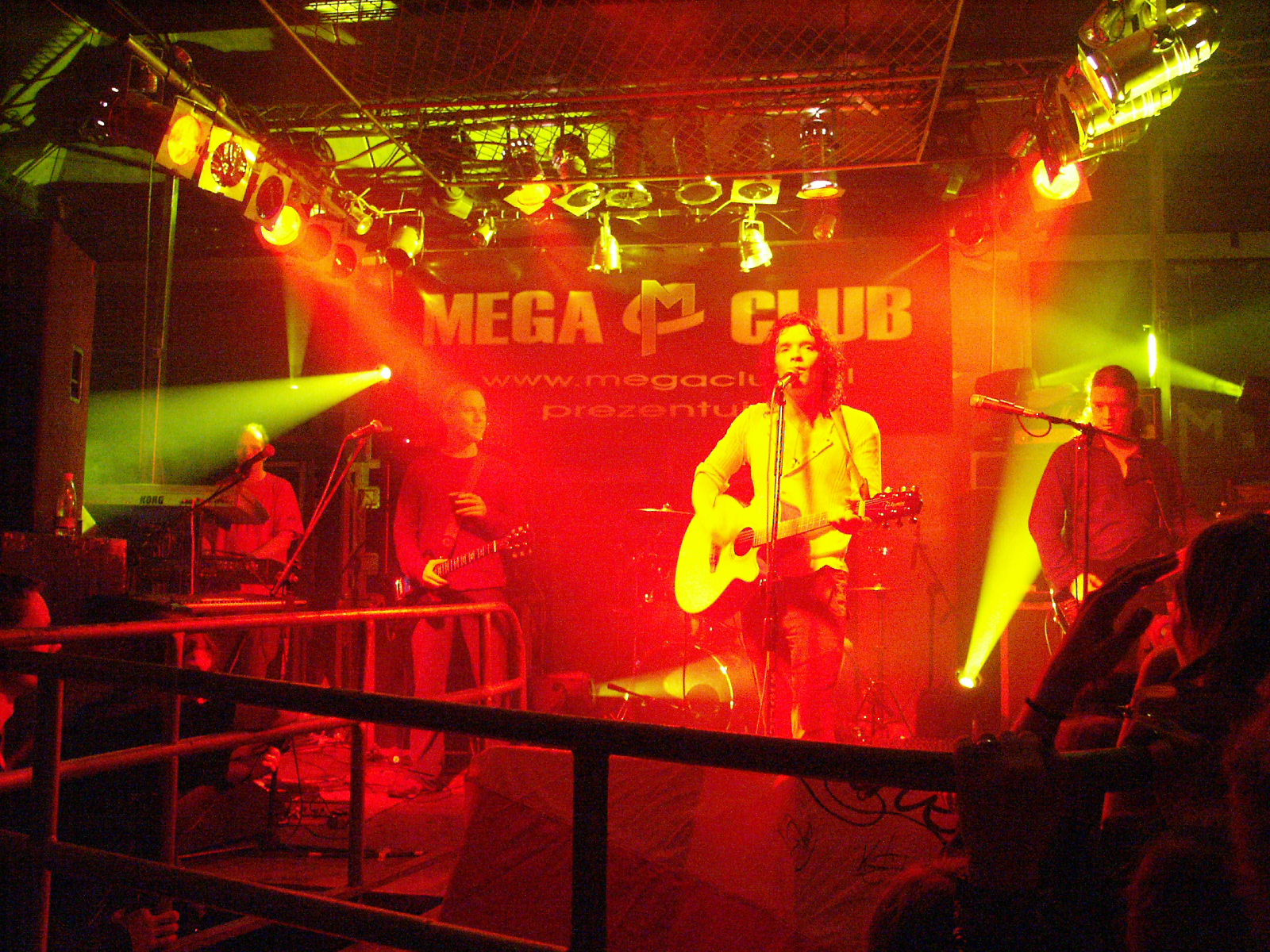
À gauche Les Smith avec Anathema (2004)

Les « Lecter » Smith est un clavieriste anglais. 

## Parcours
Ayant joué avec le groupe anglais Anathema sur leur album Eternity (1996), Les Smith rejoint le groupe de metal extrême Cradle of Filth en 1997. Durant son séjour au sein de Cradle of Filth (1997-1999), son personnage consistait à porter un costume de prêtre, avec un pantalon de cuir noir et un maquillage gothique. Il a joué du clavier sur l'album Cruelty and the Beast et sur l'EP From the Cradle to Enslave. Post-Cradle of Filth, il accusa Dani Filth (membre fondateur et principal inspirateur) de considérer le groupe comme son projet solo (« Dani and the Filths » plaisantait-il alors). Les, comme beaucoup d'autres membres de Cradle of Filth, est une personne du nord de l'Angleterre. Il apparaît également sur le DVD Pandaemonaeon (1999). Les Smith a également été membre du groupe The Tourettes, qui a splitté.
Après son passage chez Cradle of Filth, il rejoignit officiellement Anathema en 2001 pour leur album A Fine Day to Exit, puis sur A Natural Disaster (2003) et We're Here Because We're Here (2010). Il quitte le groupe en 2011.

## Discographie
Cradle of Filth
- Cruelty and the Beast (1998)
- From the Cradle to Enslave (EP) (1999)

Anathema
- Eternity (en tant que guest)
- A Fine Day to Exit (2001)
- Resonance 2 (2002) (compilation)
- A Natural Disaster (2003)
- Hindsight' (2008) (compilation)
- We’re Here Because We’re Here (2010)

## Vidéos
Cradle OF Filth
- Pandaemonaeon (DVD et VHS) (1999)

Anathema
- A Vision of a Dying Embrace (2002)
- Were You There? (2004)
- A Moment in Time (2006)